# Prudential plc
Pour les articles homonymes, voir Prudential.

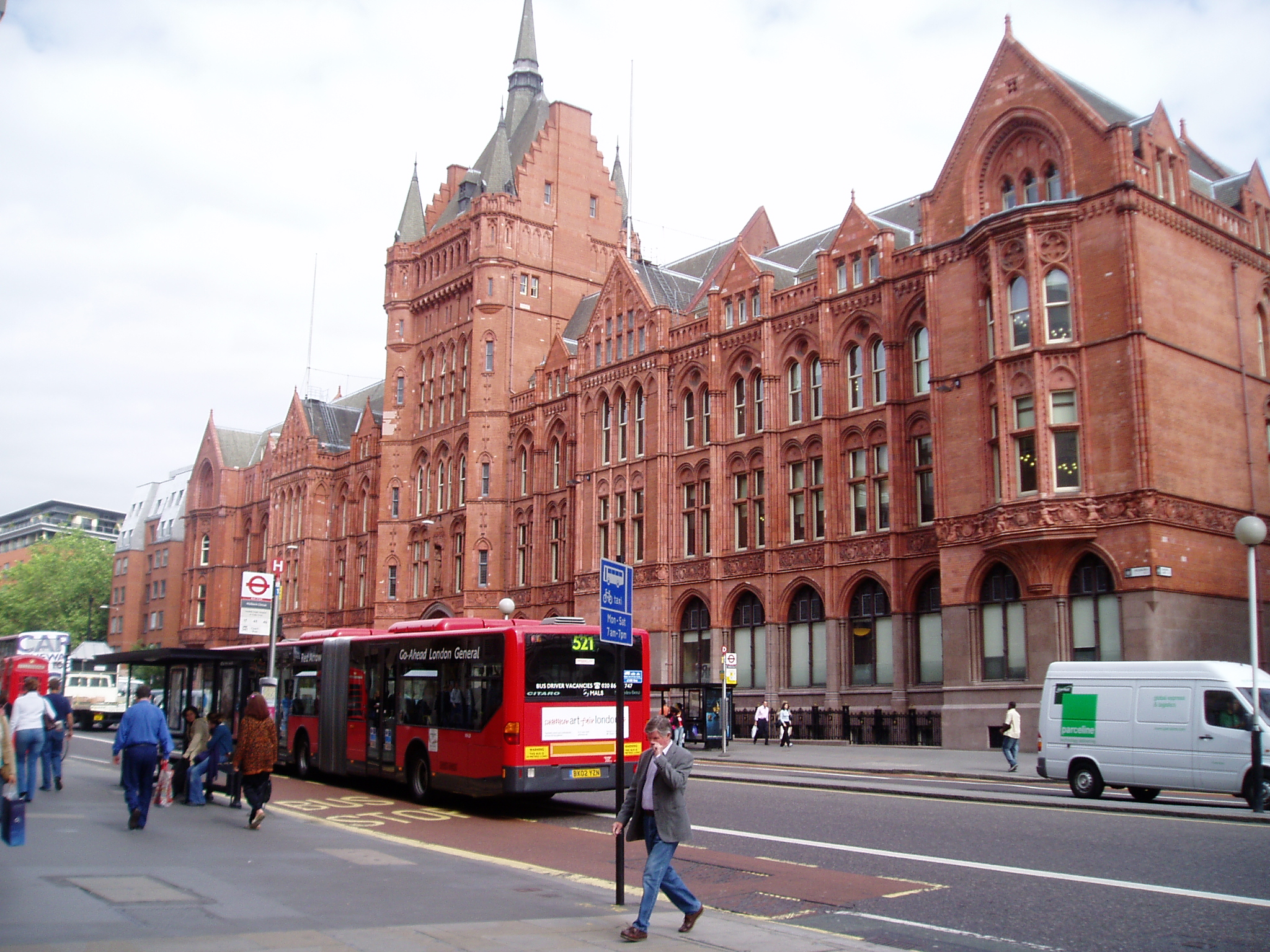
Le siège historique à Londres

Prudential plc (LSE : PRU, NYSE : PUK) est une compagnie d'assurances britannique. L'entreprise a plus de 21 millions de clients à travers le monde. Le Royaume-Uni est son marché historique (24,8 % de ses nouvelles ventes en 2009), mais Prudential est également présent dans 12 pays en Asie (47 % de ses nouvelles ventes 2009) où il emploie 15 000 salariés et vend ses produits grâce à un réseau de 410 000 agents. Enfin, Prudential est actif aux États-Unis avec Jackson National Life dans l'assurance (31,5 % des nouvelles ventes 2009) et M&G dans la gestion d'actifs.
Le groupe est à l'origine de la création de la banque en ligne Egg (désormais Oney en France) qui a été revendue en 2007 à Citigroup. Le groupe emploie 27 000 salariés dans le monde, possédait 75 438 actionnaires au 31 décembre 2008 et avait 245 milliards de livres sterling sous gestion au 30 juin 2009. Il est coté au London Stock Exchange et au New York Stock Exchange et fait partie de l'indice boursier FTSE 100.

## Histoire
En 1848 Prudential Plc est fondée sous la raison sociale The Prudential Mutual Assurance Investment and Loan Association. 
Dans les années 1860, après sa première acquisition, la compagnie se rebaptise The British Prudential and Consolidated Assurance Company, 
En 1867, la compagnie se renomme The Prudential Assurance Company . 
En 1880, Prudential devient une société anonyme, alors possédée par moins d'une centaine d'actionnaires.  
En 1924 La société est cotée sur le London Stock Exchange.
En 1978 après une vague d'acquisitions, dont Vanbrugh Life et M&G Reinsurance la compagnie devient Prudential Corporation Plc. 
En 1986, elle acquiert Jackson National Life Insurance (fondée en 1961 à Jackson, Michigan, États-Unis, qui opérait dans 45 états).
En 1999, le groupe Prudential rachète M&G (730.000 clients, 18,5 milliards d'actifs sous gestion) pour 1,9 milliard de livres. Le Esmee Fairbairn Charitable Trust, alors principal actionnaire de M&G avec 33% des parts, accepte de vendre l'intégralité de ses actions dans la transaction. Prudential rachète l'action à 25 livres, 40% de plus que sa valeur au moment de l'achat. Le 1er octobre 1999, elle acquiert son nom actuel, et l'année suivante elle est cotée à New-York (depuis juin 2000). 
En 2005, elle finalis le rachat de « Life Insurance Company of Georgia », ce qui la fait doubler de taille.
En août 2017, Prudential fusionne M&G avec Prudential UK et Prudential Europe pour former M&G Prudential qui réunit 332 milliards de livres d'actifs en gestion et 6 millions de clients. En octobre 2019, Prudential opère la scission de M&G Prudential, qui redevient M&G.
En mars 2018, Prudential annonce la scission de ses activités européennes et ses activités dans le reste du monde.
En janvier 2021, Prudential annonce la scission de sa filiale américaine Jackson, pour un montant compris entre 2,5 et 3 milliards de dollars, regardant qu'une participation de 19,9 %, dans le but de concentrer ses activités sur l'Asie et l'Afrique.

### Fraude majeure (400 000 investisseurs lésés)
Dans les années 1980 et 90, Prudential Securities Incorporated (PSI) fait l'objet d'une enquête de la Securities and Exchange Commission (SEC) pour fraude présumée.
Les enquêteurs concluent à une fraude ayant lésé les investisseurs d'une somme totale atteignant presque 8 milliards de dollars ; c'est la plus grande fraude découverte jusqu'alors par la SEC. L'entreprise n'a pas empêché des « cadres voyous » de tromper ses clients à grande échelle. Et elle a allègrement ignoré une ordonnance de la SEC de 1986 visant à réviser son application interne des lois sur les valeurs mobilières. Environ 400 000 investisseurs individuels ont été lésés. 
L'entreprise s'en tire avec 41 millions de dollars d'amendes et en remboursant 330 millions de dollars à ses investisseurs en 1993, tout en annonçant qu'elle rembourserait ses clients qui aux États-Unis ont perdu de l'argent dans les sociétés en commandite de l'entreprise dans les années 1980. Ce règlement a aussi clos les enquêtes ouvertes par l'Association nationale des courtiers en valeurs mobilières et 49 États (dont la Californie, où 52 000 investisseurs ont perdu de l'argent dans des sociétés œuvrant pour Prudential. 
Une enquête plus approfondie a été menée par la SEC sur les dirigeants de la société afin de préciser l'étendue de la fraude et d'envisager des poursuites devant un tribunal civil.

## Principaux actionnaires
Au 27 décembre 2019:
| Norges Bank Investment Management     | 3,99 % |
| The Vanguard Group                    | 3,07 % |
| Baillie Gifford & Co.                 | 2,80 % |
| BlackRock Investment Management       | 2,67 % |
| Legal & General Investment Management | 2,57 % |
| Causeway Capital Management           | 2,36 % |
| Capital Research & Management WI      | 2,35 % |
| BlackRock Fund Advisors               | 2,28 % |
| GIC Pte IM                            | 2,14 % |
| Capital Research & Management GI      | 1,86 % |